# Catharosoma bromelicola
Catharosoma bromelicola är en mångfotingart som beskrevs av Christoph D. Schubart 1945. Catharosoma bromelicola ingår i släktet Catharosoma och familjen orangeridubbelfotingar. Inga underarter finns listade i Catalogue of Life.